# Italaviana griveaudi
Italaviana griveaudi är en fjärilsart som beskrevs av Sergius G. Kiriakoff 1960. Italaviana griveaudi ingår i släktet Italaviana och familjen tandspinnare. Inga underarter finns listade i Catalogue of Life.